# União da Serra
União da Serra, amtlich portugiesisch Município de União da Serra, ist eine kleine politische Gemeinde im brasilianischen Bundesstaat Rio Grande do Sul. Sie wurde erst 1992 aus Guaporé ausgegliedert und liegt 208 Straßenkilometer von der Hauptstadt Porto Alegre entfernt. Die Bevölkerungszahl wurde zum 1. Juli 2020 rückläufig auf 1118 Einwohner geschätzt, die auf einer Gemeindefläche von rund 131 km² leben und  União-Serrenser genannt werden. Die Bevölkerung ist zu über 99 % römisch-katholischen Glaubens, die Gemeinde hat den Titel Capital Nacional da Fé Católica (Nationale Hauptstadt des katholischen Glaubens).

## Geographie
Umliegende Gemeinden sind Guaporé, Montauri, Arvorezinha, Itapuca und Serafina Corrêa.

### Klima
Die Stadt hat tropisches, gemäßigtes und warmes Klima, Cfa nach der Klimaklassifikation nach Köppen und Geiger. Die Durchschnittstemperatur ist 18,5,6 °C. Die durchschnittliche Niederschlagsmenge liegt bei 1600 mm im Jahr.

## Demografie

### Bevölkerungsentwicklung
Von den laut der Volkszählung 1487 Einwohnern im Jahr 2010 lebten 1207 im ländlichen Raum und nur 280 im urban bebauten Ortsbereich. Rechnerisch lag die Bevölkerungsdichte 2010 bei 11,4 Ew./km².
| Jahr | Einwohner |
| 1991 | 2.628     |
| 2000 | 1.908     |
| 2010 | 1.487     |
| 2020 | 1.118     |
| Hier fehlt eine Grafik, die leider im Moment aus technischen Gründen nicht angezeigt werden kann. Wir arbeiten daran! |           |

### Ethnische Zusammensetzung
Ethnische Gruppen nach der statistischen Einteilung des IBGE (Stand 2010 mit 1487 Einwohnern):
| Gruppe                | Anteil | Anmerkung                         |
| --------------------- | ------ | --------------------------------- |
| Brancos               | 1.435  | (Weiße, Nachfahren von Europäern) |
| Pardos (Mischrassige) | 38     | (Mulatten, Mestizen)              |
| Pretos                | 10     | (Schwarze)                        |
| Amarelos              | 4      | (Asiaten)                         |
| Indígenas             | –      | (indigene Bevölkerung)            |
| ohne Angabe           | –      |                                   |

## Analphabetenquote
União da Serra hatte 1991 eine Analphabetenquote von 15,7 %, die sich bei der Volkszählung 2010 bereits auf 5,9 % reduziert hatte.